# Hydrophoria ruralis
Hydrophoria ruralis är en tvåvingeart som först beskrevs av Johann Wilhelm Meigen 1826.  Hydrophoria ruralis ingår i släktet Hydrophoria och familjen blomsterflugor. Arten har ej påträffats i Sverige. Inga underarter finns listade i Catalogue of Life.

## Bildgalleri

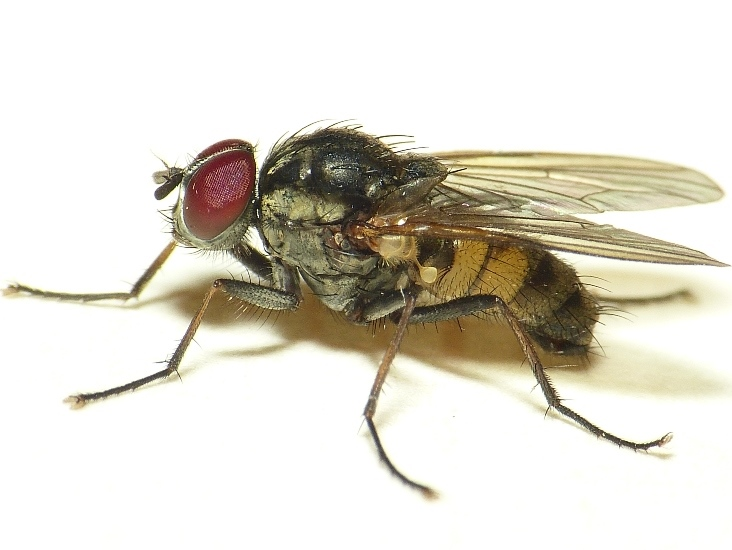